# Ibacus peronii
Ibacus peronii is een tienpotigensoort uit de familie van de Scyllaridae. De wetenschappelijke naam van de soort is voor het eerst geldig gepubliceerd in 1815 door Leach.